# Torneo Apertura 2017 de Segunda División (Venezuela)
El Torneo Apertura es el primero de las tres fases de la Segunda División de Venezuela 2017,

## Aspectos Generales

### Modalidad
La primera fase los 24 equipos están divididos en 3 grupos, por cercanía geográfica, de 8 equipos cada uno; donde se enfrentan en formato de ida y vuelta contra cada rival del grupo para totalizar 14 partidos. Esta fase se llama Torneo Apertura.

## Tablas de posiciones

### Grupo Occidental
|   | Equipo              | JJ | JG | JE | JP | GF | GC | PTS | DG  |
| - | ------------------- | -- | -- | -- | -- | -- | -- | --- | --- |
| 1 | Ureña SC            | 14 | 9  | 3  | 2  | 19 | 09 | 30  | 10  |
| 2 | Atlético Guanare    | 14 | 8  | 2  | 4  | 26 | 17 | 26  | 9   |
| 2 | Titanes FC          | 14 | 7  | 2  | 5  | 26 | 20 | 23  | 6   |
| 4 | Atlético El Vigía   | 14 | 6  | 3  | 5  | 24 | 19 | 21  | 5   |
| 5 | Real Frontera SC    | 14 | 5  | 2  | 7  | 22 | 21 | 17  | 1   |
| 6 | Llaneros de Guanare | 14 | 5  | 2  | 7  | 26 | 27 | 17  | -1  |
| 7 | ULA FC              | 14 | 5  | 1  | 8  | 13 | 19 | 16  | -6  |
| 8 | Zamora FC B         | 14 | 2  | 3  | 9  | 12 | 36 | 9   | -24 |

#### Resultados
- Los horarios corresponden a la hora local de Venezuela (UTC−04:00)

Calendario sujeto a cambios
| ULA               | 2 : 0 | Llaneros de Guanare | La Hechicera        | 25 de febrero | 15:30 |
| Real Frontera SC  | 3 : 2 | Titanes FC          | Pedro Rafael Chávez | 26 de marzo   | 15:30 |
| Atlético El Vigía | 0 : 1 | Ureña SC            | Ramón Hernández     | 26 de febrero | 15:30 |
| Atlético Guanare  | 2 : 1 | Zamora B            | Rafael Pinto        | 26 de febrero | 15:00 |

| Ureña SC            | 1 : 0 | Real Frontera SC  | Alfonso "Culebron" Rojas | 11 de febrero | 15:00 |
| Titanes FC          | 2 : 0 | Atlético Guanare  | La Rotaria               | 11 de febrero | 15:00 |
| Zamora B            | 2 : 0 | ULA               | Estadio Reinaldo Melo    | 11 de febrero | 15:30 |
| Llaneros de Guanare | 1 : 4 | Atlético El Vigía | Rafael Pinto             | 12 de febrero | 15:30 |

| Ureña SC          | 2 : 1 | Titanes FC          | Alfonso "Culebron" Rojas | 18 de febrero | 15:00 |
| Zamora B          | 2 : 2 | Llaneros de Guanare | Estadio Reinaldo Melo    | 18 de febrero | 15:30 |
| Atlético Guanare  | 3 : 0 | ULA                 | Rafael Pinto             | 19 de febrero | 15:00 |
| Atlético El Vigía | 0 : 0 | Real Frontera SC    | Ramón Hernández          | 19 de febrero | 17:00 |

| Titanes FC          | 1 : 1 | Atlético El Vigía | La Rotaria          | 4 de marzo | 15:00 |
| ULA                 | 2 : 0 | Ureña SC          | La Hechicera        | 4 de marzo | 15:30 |
| Real Frontera SC    | 2 : 0 | Zamora B          | Pedro Rafael Chávez | 4 de marzo | 15:30 |
| Llaneros de Guanare | 1 : 3 | Atlético Guanare  | Rafael Pinto        | 5 de marzo | 15:30 |

| Ureña SC         | 2 . 0 | Llaneros de Guanare | Alfonso "Culebron" Rojas | 11 de marzo | 15:00 |
| Zamora B         | 0 : 7 | Titanes FC          | Estadio Reinaldo Melo    | 11 de marzo | 15:30 |
| ULA              | 1 : 1 | Real Frontera SC    | La Hechicera             | 11 de marzo | 15:30 |
| Atlético Guanare | 3 : 0 | Atlético El Vigía   | Rafael Pinto             | 12 de marzo | 15:00 |

| Titanes FC        | 2 : 1 | ULA                 | La Rotaria          | 18 de marzo | 15:00 |
| Real Frontera SC  | 2 : 3 | Llaneros de Guanare | Pedro Rafael Chávez | 18 de marzo | 15:30 |
| Atlético El Vigía | 2 : 3 | Zamora B            | Ramón Hernández     | 18 de marzo | 17:00 |
| Atlético Guanare  | 1 : 0 | Ureña SC            | Rafael Pinto        | 19 de marzo | 15:00 |

| Real Frontera SC    | 3 ː 4 | Atlético Guanare  | Pedro Rafael Chávez   | 25 de marzo | 15:30 |
| Zamora B            | 1 ː 1 | Ureña SC          | Estadio Reinaldo Melo | 25 de marzo | 15:30 |
| ULA                 | 2 ː 0 | Atlético El Vigía | La Hechicera          | 25 de marzo | 15:30 |
| Llaneros de Guanare | 3 ː 4 | Titanes FC        | Rafael Pinto          | 26 de marzo | 15:30 |

| Ureña SC            | 1 : 1 | Atlético El Vigía | Alfonso "Culebron" Rojas | 4 de abril | 15:00 |
| Titanes FC          | 0 : 1 | Real Frontera SC  | Giuseppe Costa           | 4 de abril | 15:00 |
| Zamora B            | 2 : 2 | Atlético Guanare  | Estadio Reinaldo Melo    | 4 de abril | 15:30 |
| Llaneros de Guanare | 2 : 0 | ULA               | Rafael Pinto             | 2 de abril | 15:30 |

| ULA               | 3 : 0 | Zamora B            | Campo de Oro        | 8 de abril | 15:30 |
| Real Frontera SC  | 2 : 1 | Ureña SC            | Pedro Rafael Chávez | 8 de abril | 15:30 |
| Atlético El Vigía | 3 : 2 | Llaneros de Guanare | Ramón Hernández     | 8 de abril | 17:00 |
| Atlético Guanare  | 4 : 1 | Titanes FC          | Rafael Pinto        | 9 de abril | 15:00 |

| Titanes FC          | 1 : 1 | Ureña SC          | La Rotaria          | 22 de abril | 15:00 |
| ULA                 | 1 : 0 | Atlético Guanare  | La Hechicera        | 22 de abril | 15:30 |
| Real Frontera SC    | 2 : 3 | Atlético El Vigía | Pedro Rafael Chávez | 22 de abril | 15:30 |
| Llaneros de Guanare | 4 : 0 | Zamora B          | Rafael Pinto        | 23 de abril | 15:30 |

| Ureña SC          | 2 : 0 | ULA                 | Alfonso "Culebron" Rojas | 29 de abril | 15:00 |
| Zamora B          | 1 : 4 | Real Frontera SC    | Estadio Reinaldo Melo    | 29 de abril | 15:30 |
| Atlético El Vigía | 1 : 0 | Titanes FC          | Ramón Hernández          | 29 de abril | 17:00 |
| Atlético Guanare  | 1 : 1 | Llaneros de Guanare | Rafael Pinto             | 30 de abril | 15:00 |

| Titanes FC          | 1 : 0 | Zamora B         | La Rotaria          | 6 de mayo | 15:00 |
| Real Frontera SC    | 1 : 0 | ULA              | Pedro Rafael Chávez | 6 de mayo | 15:30 |
| Atlético El Vigía   | 2 : 1 | Atlético Guanare | Ramón Hernández     | 6 de mayo | 17:00 |
| Llaneros de Guanare | 1 : 2 | Ureña SC         | Rafael Pinto        | 7 de mayo | 15:30 |

| Ureña SC            | 2 : 0 | Atlético Guanare  | Alfonso "Culebron" Rojas | 13 de mayo | 15:30 |
| Zamora B            | 0 : 4 | Atlético El Vigía | Reinaldo Melo            | 13 de mayo | 15:30 |
| ULA                 | 0 : 2 | Titanes FC        | La Hechicera             | 13 de mayo | 15:30 |
| Llaneros de Guanare | 2 : 1 | Real Frontera SC  | Rafael Pinto             | 14 de mayo | 15:30 |

| Ureña SC          | 2 : 0 | Zamora B            | Alfonso "Culebron" Rojas | 20 de mayo | 15:00 |
| Titanes FC        | 1 : 4 | Llaneros de Guanare | La Rotaria               | 20 de mayo | 15:00 |
| Atlético El Vigía | 4 : 1 | ULA                 | Ramón Hernández          | 20 de mayo | 17:00 |
| Atlético Guanare  | 3 : 2 | Real Frontera SC    | Rafael Pinto             | 21 de mayo | 15:00 |

### Grupo Central
|   | Equipo                  | JJ | JG | JE | JP | GF | GC | PTS | DG |
| - | ----------------------- | -- | -- | -- | -- | -- | -- | --- | -- |
| 1 | Academia Puerto Cabello | 14 | 8  | 1  | 5  | 27 | 20 | 25  | 7  |
| 2 | Yaracuy FC              | 14 | 7  | 2  | 5  | 28 | 23 | 23  | 5  |
| 3 | Yaracuyanos FC          | 14 | 6  | 4  | 4  | 15 | 17 | 21  | -2 |
| 4 | Unión Atlético Falcón   | 14 | 7  | 1  | 6  | 20 | 22 | 21  | -2 |
| 5 | Gran Valencia FC        | 14 | 6  | 2  | 6  | 15 | 17 | 20  | -2 |
| 6 | UCV FC                  | 14 | 5  | 1  | 8  | 14 | 14 | 16  | 0  |
| 7 | Caracas FC B            | 14 | 4  | 4  | 6  | 14 | 16 | 16  | -2 |
| 8 | Petare FC               | 14 | 3  | 4  | 6  | 13 | 17 | 14  | -3 |

#### Resultados
- Los horarios corresponden a la hora local de Venezuela (UTC−04:00)

Calendario sujeto a cambios
| Gran Valencia   | 1 : 0 | Caracas B      | Misael Delgado                  | 25 de febrero | 15:30 |
| Atlético Falcón | 3 : 0 | Yaracuy        | Pedro Conde                     | 25 de febrero | 15:30 |
| Yaracuyanos     | 2 : 1 | UCV            | Florentino Oropeza              | 25 de febrero | 15:30 |
| Petare          | 0 : 3 | Puerto Cabello | Complejo Deportivo La Guacamaya | 26 de febrero | 15:00 |

| UCV            | 0 : 1 | Petare          | Estadio Olímpico            | 10 de febrero | 18:00 |
| Caracas B      | 0 : 1 | Atlético Falcón | Cocodrilos Sport Park       | 11 de febrero | 15:00 |
| Puerto Cabello | 4 : 0 | Gran Valencia   | Complejo Deportivo Vistamar | 11 de febrero | 15:30 |
| Yaracuy        | 4 : 2 | Yaracuyanos     | Florentino Oropeza          | 11 de febrero | 15:30 |

| Petare          | 0 : 0 | Gran Valencia | Cocodrilos Sport Park       | 17 de febrero | 15:30 | Sin Transmisión |
| Puerto Cabello  | 2 : 3 | Caracas B     | Complejo Deportivo Vistamar | 18 de febrero | 15:30 | Sin Transmisión |
| Atlético Falcón | 0 : 1 | Yaracuyanos   | Pedro Conde                 | 18 de febrero | 15:30 | Sin Transmisión |
| Yaracuy         | 1 : 0 | UCV           | Florentino Oropeza          | 18 de febrero | 15:30 | Sin Transmisión |

| UCV           | 1 : 0 | Atlético Falcón | Olímpico de la UCV    | 3 de marzo | 18:00 |
| Caracas B     | 0 : 0 | Petare          | Cocodrilos Sport Park | 4 de marzo | 15:00 |
| Yaracuyanos   | 1 : 0 | Puerto Cabello  | Florentino Oropeza    | 4 de marzo | 15:30 |
| Gran Valencia | 4 : 2 | Yaracuy         | Misael Delgado        | 4 de marzo | 15:30 |

| Petare         | 1 : 2 | Atlético Falcón | Cancha Fray Luis II         | 11 de marzo | 15:30 |
| Puerto Cabello | 3 : 2 | UCV             | Complejo Deportivo Vistamar | 11 de marzo | 15:30 |
| Gran Valencia  | 1 : 1 | Yaracuyanos     | Misael Delgado              | 11 de marzo | 15:30 |
| Yaracuy        | 1 : 2 | Caracas B       | Florentino Oropeza          | 11 de marzo | 15:30 |

| UCV             | 3 : 1 | Gran Valencia  | Olímpico de la UCV    | 17 de marzo | 18:00 |
| Petare          | 1 : 1 | Yaracuy        | Cocodrilos Sport Park | 18 de marzo | 15:30 |
| Atlético Falcón | 2 : 3 | Puerto Cabello | Pedro Conde           | 18 de marzo | 15:30 |
| Yaracuyanos     | 0 : 0 | Caracas B      | Florentino Oropeza    | 18 de marzo | 15:30 |

| Caracas B      | 0 ː 2 | UCV             | Cocodrilos Sport Park       | 25 de marzo | 15:00 |
| Yaracuyanos    | 0 ː 3 | Petare          | Florentino Oropeza          | 25 de marzo | 15:30 |
| Puerto Cabello | 0 ː 2 | Yaracuy         | Complejo Deportivo Vistamar | 25 de marzo | 15:30 |
| Gran Valencia  | 5 ː 1 | Atlético Falcón | Misael Delgado              | 26 de marzo | 15:30 |

| UCV            | 0 : 0 | Yaracuyanos     | Olímpico de la UCV          | 31 de marzo | 18:00 |
| Caracas B      | 0 : 1 | Gran Valencia   | Cocodrilos Sport Park       | 1 de abril  | 15:00 |
| Puerto Cabello | 3 : 2 | Petare          | Complejo Deportivo Vistamar | 1 de abril  | 15:30 |
| Yaracuy        | 5 ː 1 | Atlético Falcón | Florentino Oropeza          | 1 de abril  | 15:30 |

| Gran Valencia   | 0 : 1 | Puerto Cabello | Misael Delgado        | 8 de abril | 15:30 |
| Atlético Falcón | 1 : 0 | Caracas B      | Pedro Conde           | 8 de abril | 15:30 |
| Yaracuyanos     | 3 : 5 | Yaracuy        | Florentino Oropeza    | 8 de abril | 15:30 |
| Petare          | 2 : 0 | UCV            | Cocodrilos Sport Park | 8 de abril | 15:30 |

| UCV           | 1 : 2 | Yaracuy         | Olímpico de la UCV    | 21 de abril | 18:00 |
| Caracas B     | 1 : 2 | Puerto Cabello  | Cocodrilos Sport Park | 22 de abril | 15:00 |
| Gran Valencia | 1 : 0 | Petare          | Misael Delgado        | 22 de abril | 15:30 |
| Yaracuyanos   | 2 : 1 | Atlético Falcón | Florentino Oropeza    | 22 de abril | 15:30 |

| Petare          | 3 : 3 | Caracas B     | Cocodrilos Sport Park       | 29 de abril | 15:30 |
| Puerto Cabello  | 2 : 1 | Yaracuyanos   | Complejo Deportivo Vistamar | 29 de abril | 15:30 |
| Yaracuy         | 0 : 1 | Gran Valencia | Florentino Oropeza          | 29 de abril | 15:30 |
| Atlético Falcón | 1 : 0 | UCV           | Pedro Conde                 | 29 de abril | 15:30 |

| UCV             | 1 : 0 | Puerto Cabello | Olímpico de la UCV    | 5 de mayo | 18:00 |
| Caracas B       | 4 : 2 | Yaracuy        | Cocodrilos Sport Park | 6 de mayo | 15:00 |
| Atlético Falcón | 1 : 1 | Petare         | Pedro Conde           | 6 de mayo | 15:30 |
| Yaracuyanos     | 1 : 0 | Gran Valencia  | Florentino Oropeza    | 6 de mayo | 15:30 |

| Caracas B      | 0 : 0 | Yaracuyanos     | Cocodrilos Sport Park       | 13 de mayo | 15:00 |
| Yaracuy        | 2 : 0 | Petare          | Florentino Oropeza          | 13 de mayo | 15:30 |
| Puerto Cabello | 3 : 4 | Atlético Falcón | Complejo Deportivo Vistamar | 13 de mayo | 15:30 |
| Gran Valencia  | 0 : 2 | UCV             | Misael Delgado              | 13 de mayo | 15:30 |

| UCV             | 0 : 1 | Caracas B      | Olímpico de la UCV    | 19 de mayo | 18:00 |
| Petare          | 0 : 1 | Yaracuyanos    | Cocodrilos Sport Park | 20 de mayo | 15:30 |
| Yaracuy         | 1 : 1 | Puerto Cabello | Florentino Oropeza    | 20 de mayo | 15:30 |
| Atlético Falcón | 2 : 0 | Gran Valencia  | Pedro Conde           | 20 de mayo | 15:30 |

### Grupo Oriental
|   | Equipo                   | JJ | JG | JE | JP | GF | GC | PTS | DG  |
| - | ------------------------ | -- | -- | -- | -- | -- | -- | --- | --- |
| 1 | Lala FC                  | 14 | 9  | 4  | 1  | 29 | 12 | 31  | 17  |
| 2 | Estudiantes de Caracas   | 14 | 8  | 2  | 4  | 14 | 9  | 26  | 5   |
| 3 | Petroleros de Anzoátegui | 14 | 6  | 7  | 1  | 14 | 7  | 25  | 7   |
| 4 | Tucanes de Amazonas      | 14 | 6  | 5  | 3  | 17 | 13 | 23  | 4   |
| 5 | Angostura FC             | 14 | 6  | 1  | 7  | 21 | 23 | 19  | -2  |
| 6 | Chicó de Guayana         | 14 | 3  | 6  | 5  | 15 | 13 | 15  | 2   |
| 7 | Margarita FC             | 14 | 1  | 4  | 9  | 3  | 19 | 7   | -16 |
| 8 | Atlético Venezuela B     | 14 | 1  | 3  | 10 | 8  | 25 | 6   | -17 |

#### Resultados
- Los horarios corresponden a la hora local de Venezuela (UTC−04:00)

Calendario sujeto a cambios
| Lala                 | 3 : 2 | Angostura                | Club Portugués                                | 25 de febrero | 15:00 |
| Atlético Venezuela B | 0 : 0 | Chicó de Guayana         | Centro de Entrenamiento de Atlético Venezuela | 25 de febrero | 15:00 |
| Tucanes de Amazonas  | 0 : 0 | Petroleros de Anzoátegui | Antonio José de Sucre                         | 26 de febrero | 15:00 |
| Margarita            | 0 : 1 | Estudiantes de Caracas   | Ciudad Deportiva                              | 26 de febrero | 15:30 |

| Estudiantes de Caracas   | 1 : 0 | Atlético Venezuela B | Brígido Iriarte        | 11 de febrero | 15:00 |
| Petroleros de Anzoátegui | 0 : 0 | Lala                 | José A. Anzoátegui     | 11 de febrero | 15:30 |
| Margarita                | 0 : 2 | Angostura            | Ciudad Deportiva       | 11 de febrero | 16:00 |
| Chicó de Guayana         | 0 : 0 | Tucanes de Amazonas  | Polideportivo El Gallo | 12 de febrero | 15:00 |

| Estudiantes de Caracas   | 0 : 0 | Chicó de Guayana     | Brígido Iriarte       | 18 de febrero | 15:00 |
| Petroleros de Anzoátegui | 1 : 0 | Angostura            | José A. Anzoátegui    | 18 de febrero | 15:30 |
| Tucanes de Amazonas      | 1 : 1 | Lala                 | Antonio José de Sucre | 19 de febrero | 15:00 |
| Margarita                | 0 : 0 | Atlético Venezuela B | Ciudad Deportiva      | 19 de febrero | 15:00 |

| Atlético Venezuela B | 0 : 0 | Petroleros de Anzoátegui | Brígido Iriarte        | 4 de marzo | 15:00 |
| Lala                 | 1 : 1 | Estudiantes de Caracas   | Club Portugués         | 4 de marzo | 15:00 |
| Angostura            | 2 : 2 | Tucanes de Amazonas      | Ricardo Tulio Maya     | 4 de marzo | 16:00 |
| Chicó de Guayana     | 0 : 0 | Margarita                | Polideportivo El Gallo | 5 de marzo | 15:00 |

| Lala                     | 5 : 0 | Atlético Venezuela B | Club Portugués        | 11 de marzo | 15:00 |
| Estudiantes de Caracas   | 1 : 2 | Angostura            | Brígido Iriarte       | 11 de marzo | 15:00 |
| Petroleros de Anzoátegui | 1 : 1 | Chicó de Guayana     | José A. Anzoátegui    | 11 de marzo | 15:30 |
| Tucanes de Amazonas      | 1 : 0 | Margarita            | Antonio José de Sucre | 12 de marzo | 15:00 |

| Atlético Venezuela B | 1 : 2 | Angostura                | Brígido Iriarte        | 18 de marzo | 15:00 |
| Tucanes de Amazonas  | 1 : 0 | Estudiantes de Caracas   | Antonio José de Sucre  | 19 de marzo | 15:00 |
| Margarita            | 0 : 0 | Petroleros de Anzoátegui | Ciudad Deportiva       | 19 de marzo | 15:00 |
| Chicó de Guayana     | 1 : 2 | Lala                     | Polideportivo El Gallo | 19 de marzo | 15:00 |

| Atlético Venezuela B     | 1 ː 3 | Tucanes de Amazonas    | Brígido Iriarte    | 25 de marzo | 15:00 |
| Lala                     | 1 ː 0 | Margarita              | Club Portugués     | 25 de marzo | 15:00 |
| Petroleros de Anzoátegui | 1 ː 0 | Estudiantes de Caracas | José A. Anzoátegui | 25 de marzo | 15:30 |
| Angostura                | 2 ː 1 | Chicó de Guayana       | Ricardo Tulio Maya | 16:00       |       |

| Petroleros de Anzoátegui | 3 : 0 | Tucanes de Amazonas  | José A. Anzoátegui     | 1 de abril | 15:300 |
| Estudiantes de Caracas   | 1 . 0 | Margarita            | Brígido Iriarte        | 1 de abril | 15:300 |
| Angostura                | 0 : 2 | Lala                 | Ricardo Tulio Maya     | 1 de abril | 16:00  |
| Chicó de Guayana         | 3 : 0 | Atlético Venezuela B | Polideportivo El Gallo | 2 de abril | 15:00  |

| Lala                 | 1 : 1 | Petroleros de Anzoátegui | Club Portugués        | 8 de abril | 15:00 |
| Atlético Venezuela B | 0 : 2 | Estudiantes de Caracas   | Brígido Iriarte       | 8 de abril | 15:00 |
| Margarita            | 3 : 0 | Angostura                | Ciudad Deportiva      | 9 de abril | 15:00 |
| Tucanes de Amazonas  | 0 : 0 | Chicó de Guayana         | Antonio José de Sucre | 9 de abril | 15:00 |

| Lala                 | 1 : 2 | Tucanes de Amazonas      | Club Portugués         | 22 de abril | 15:00 |
| Atlético Venezuela B | 2 : 0 | Margarita                | Brígido Iriarte        | 22 de abril | 15:00 |
| Angostura            | 1 : 2 | Petroleros de Anzoátegui | Ricardo Tulio Maya     | 22 de abril | 16:00 |
| Chicó de Guayana     | 0 : 1 | Estudiantes de Caracas   | Polideportivo El Gallo | 23 de abril | 15:00 |

| Petroleros de Anzoátegui | 2 : 1 | Atlético Venezuela B | José A. Anzoátegui    | 29 de abril | 15:30 |
| Estudiantes de Caracas   | 2 : 3 | Lala                 | Brígido Iriarte       | 29 de abril | 15:30 |
| Tucanes de Amazonas      | 6 : 1 | Angostura            | Antonio José de Sucre | 30 de abril | 15:00 |
| Margarita                | 1 : 4 | Chicó de Guayana     | Ciudad Deportiva      | 30 de abril | 15:00 |

| Atlético Venezuela B | 1 . 3 | Lala                     | Brígido Iriarte        | 6 de mayo  | 15:00 |
| Margarita            | 2 : 0 | Tucanes de Amazonas      | Ciudad Deportiva       | 7 de mayo  | 15:00 |
| Chicó de Guayana     | 1 : 2 | Petroleros de Anzoátegui | Polideportivo El Gallo | 7 de mayo  | 15:00 |
| Angostura            | 0 : 1 | Estudiantes de Caracas   | Ricardo Tulio Maya     | 10 de mayo | 16:00 |

| Lala                     | 2 : 1 | Chicó de Guayana     | Club Portugués     | 13 de mayo | 15:00 |
| Estudiantes de Caracas   | 2 : 0 | Tucanes de Amazonas  | Brígido Iriarte    | 13 de mayo | 15:30 |
| Petroleros de Anzoátegui | 0 : 0 | Margarita            | José A. Anzoátegui | 13 de mayo | 15:30 |
| Angostura                | 3 : 1 | Atlético Venezuela B | Ricardo Tulio Maya | 13 de mayo | 16:00 |

| Estudiantes de Caracas | 2 : 1 | Petroleros de Anzoátegui | Brígido Iriarte        | 20 de mayo | 15:30 |
| Tucanes de Amazonas    | 1 : 0 | Atlético Venezuela B     | Antonio José de Sucre  | 21 de mayo | 15:00 |
| Margarita              | 0 : 4 | Lala                     | Ciudad Deportiva       | 21 de mayo | 15:00 |
| Chicó de Guayana       | 2 : 1 | Angostura                | Polideportivo El Gallo | 21 de mayo | 15:00 |

## Estadísticas

### Goleadores
| Posición | Jugador           | Club                  | Goles |
| -------- | ----------------- | --------------------- | ----- |
| 1        | Jesús Ordoñez     | Yaracuy Fútbol Club   | 7     |
| 2        | Alberto Rodríguez | Atlético Guanare      | 6     |
| 3        | José Zarur        | ULA FC                | 5     |
| 3        | Héctor Maldonado  | Unión Atlético Falcón | 5     |
| 3        | Bryan Ojeda       | Titanes de Maracaibo  | 5     |
| 3        | Alexander Rondón  | Angostura FC          | 5     |

Actualizado hasta la jornada 9, excepto la jornada 7.